# 神奈川県立大和高等学校
神奈川県立大和高等学校（かながわけんりつ やまとこうとうがっこう）は、神奈川県大和市つきみ野三丁目に所在する公立の高等学校。略称は和高（わこう）。神奈川県の学力向上進学重点校エントリー校に指定されている。自由な校風で、自主性を重んじている。

## 概観
男女共学。旧大和座間綾瀬学区のトップ校。2010年度に神奈川県教育委員会より学力向上進学重点校に指定された。現在は学力向上進学重点校エントリー校に指定されている。1時限65分授業を採用している。文理によるコース選択は1年次に行われ、2年次からコース別の授業が展開されるなど、早期から生徒の進路意識を高めている。3年次から、文系、理系は数学Ⅲの履修の有無でⅡ類、Ⅲ類を選択する。また、部活動も盛んで、運動部では創作舞踊部や女子サッカー部、女子ソフトボール部などが、文化部では物理部などが実績を上げている。また、吹奏楽部は過去にTBS系列テレビドラマ「チア☆ダン」の撮影協力を行ったことがある。

## 設置学科
全日制
- 普通科

## 沿革
（沿革節の主要な出典は公式サイト）
- 1962年10月1日 : 開校
- 1963年 : 第1期生入学、相模台工業高校で授業開始
- 1964年 : 校舎第1期工事（B・C棟）竣工
- 1965年 : 第2期工事（A棟）竣工、正門・運動場完成
- 1966年 : 校旗制定、体育館兼講堂竣工
- 1967年 : 校歌制定、生徒会館竣工
- 1968年 : 柔剣道場竣工
- 1969年 : プール竣工
- 1973年 : 校舎第3期工事（D棟）竣工
- 2010年 : 学力向上進学重点校に指定される。
- 2012年 : 普通教室冷房設備設置
- 2013年 : 2学期制から3学期制に変更される。
- 2018年 : 3学期制から2学期制に、50分授業から65分授業にそれぞれ変更される。

## 学校行事

### 体育祭
体育祭は毎年5月中旬に行われ、男女ソロとペアのダンスが特徴的である。また、全校生徒が誕生月によって、黄緑赤青の四色に別れて編成される。それぞれマスコット製作も行われており、体育祭実施に当たって各組はイメージカラーに合ったキャラクターを毎年1月くらいから製作する。また、ペアダンス参加に当たっての衣装は生徒自身の手で作成される。ペアダンスの衣装はマスコットに関係するようデザインされる。その他にも各組でカラーのT−シャツが毎年デザイン、購入が行われている。体育祭の日には、金髪や各組のイメージカラーに関連した色に染髪する生徒が多く見られる。
総合優勝は、マスコット、ペアダンスの衣装、ペアダンス、競技の四観点より決められる。それぞれの観点でも優勝、準優勝が発表され、総合成績によって総合優勝が決められる。

### 文化祭
文化祭は槐祭(えんじゅさい)と呼ばれ、8月下旬〜9月上旬に2日間にわたって行われる。

### 球技大会
7月中旬と3月上旬に年2回球技大会が行われている。クラス単位で勝敗を競い、各競技の順位で決まる点数の合計点で総合優勝を争う。各競技ともトーナメント方式を採用しており、1日目を予選トーナメント、2日目を決勝トーナメントとして2日間にわたって行われる。競技は以下の5つである。
- サッカー
- バスケットボール
- バレーボール
- 卓球

### 修学旅行
修学旅行は2年次の10月中旬に行われる。3泊4日の日程で、沖縄県や北海道へ行く事が多い。

### その他
- IBM知的探訪
- 芸術鑑賞会
- 総合的な探究の時間

など多くの学校行事が行われている。
また「総合的な探究の時間」の活動の一環として、大塚製薬とカゴメから講師を招き、助言を受けている。

## 部活動
大和高校には、以下の部活動と同好会、委員会が存在する。

### 文化部
- 物理
- 生物
- 美術
- 演劇
- 茶道
- 書道
- 軽音楽
- 吹奏楽
- コーラス

### 運動部
- ハンドボール(男子)
- バスケットボール
- バドミントン
- バレーボール
- ソフトボール(女子)
- 剣道
- 創作舞踊
- 卓球
- 陸上
- 野球
- 水泳
- 硬式テニス
- サッカー
- ワンダーフォーゲル

### 同好会
- お菓子作り・手芸
- 競技かるた

- ESS(English Speaking Society)

### 委員会
- LHR(ロングホームルーム)委員会
- 生徒会委員会
- 生活委員会
- 新聞委員会
- 放送委員会
- 美化生活委員会
- 生活保健委員会
- 文化祭実行委員会
- 体育祭実行委員会
- 球技大会実行委員会
- 図書委員会
- 評議委員会

## 校歌
作詞は勝承夫、作曲は平井康三郎。

## アクセス
東急田園都市線 つきみ野駅
- 徒歩9分

東急田園都市線・小田急江ノ島線 中央林間駅
- 徒歩12分
- 「のろっと」B系統　「大和高校入口」下車。徒歩5分。

## 著名な出身者

### 政治・行政・司法
- 井上貢 - 大和市議会議員、自由民主党大和市連合支部幹事長。
- 古木邦明 - 大和市議会議員。
- 菅原直敏 - 神奈川県議会議員（3期）、元大和市議会議員（1期）

### 教育・研究
- 石田惣平 - 一橋大学准教授。

### 経済
- 本田直之 - 実業家、レバレッジコンサルティング株式会社代表取締役社長。上智大学、明治大学非常勤講師。

### 文化・芸術
- 村上もとか - 漫画家、JIN-仁-の作者。
- 岡本倫 - 漫画家。エルフェンリート、パラレルパラダイスの作者。
- 樋口好雄 - 海上自衛隊東京音楽隊第18代隊長。

### 芸能・マスメディア
- 林家かん平 - 落語家。
- 田村哲也 - DJ、「REMO-CON」名義での活動で知られている。
- 小山真理 - フリーアナウンサー、ホリプロ所属。
- 関野浩之 - フリーアナウンサー。[4]
- 白石のぞみ - 司会者。

### スポーツ
- 伊藤俊亮 - 元バスケットボール日本代表。
- 小花利文 - 早稲田大学女子野球チーム監督。